# Bilantändning i Frankrike

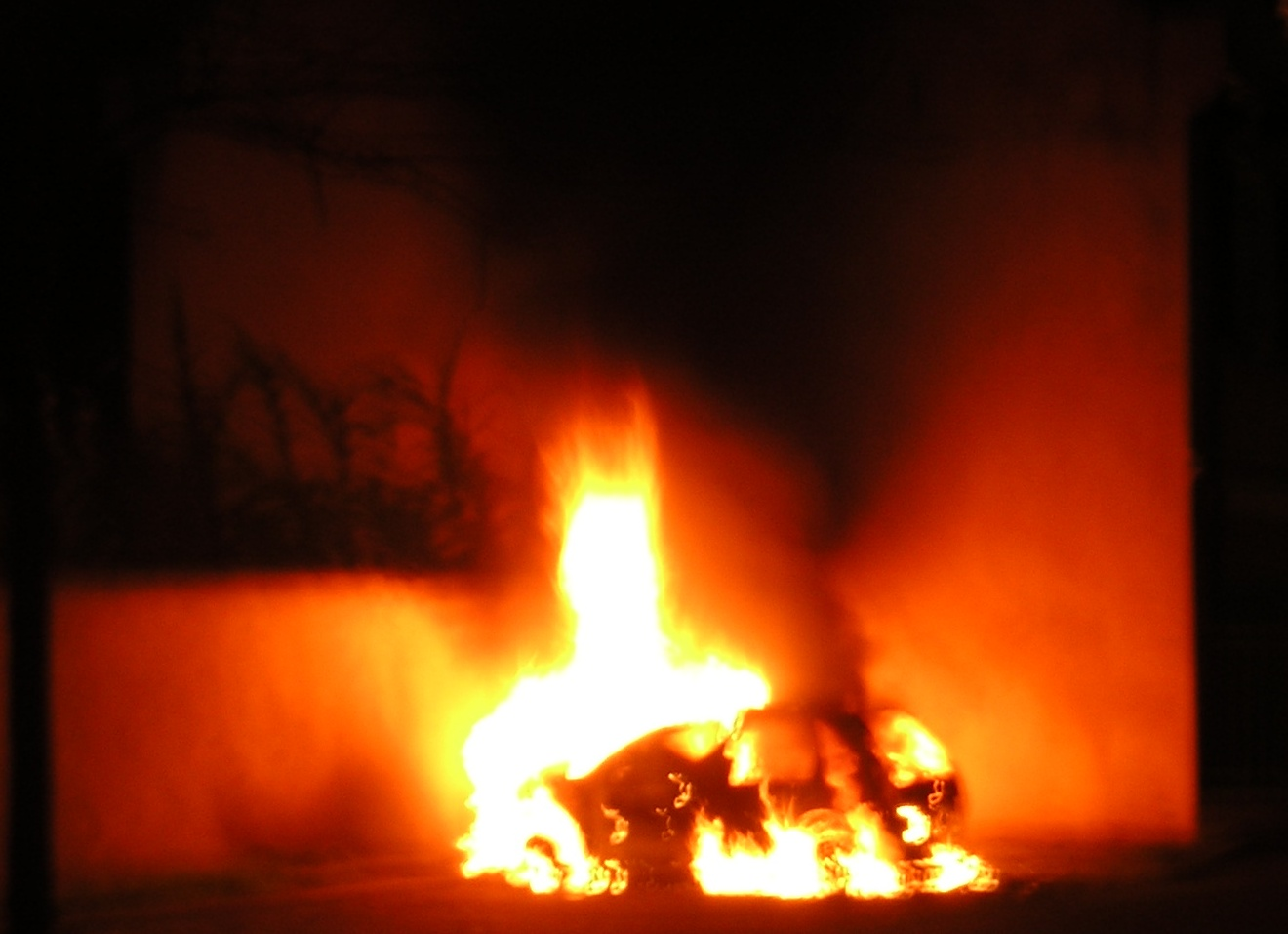
En brinnande bil i Strasbourg natten till den 6 november 2005.

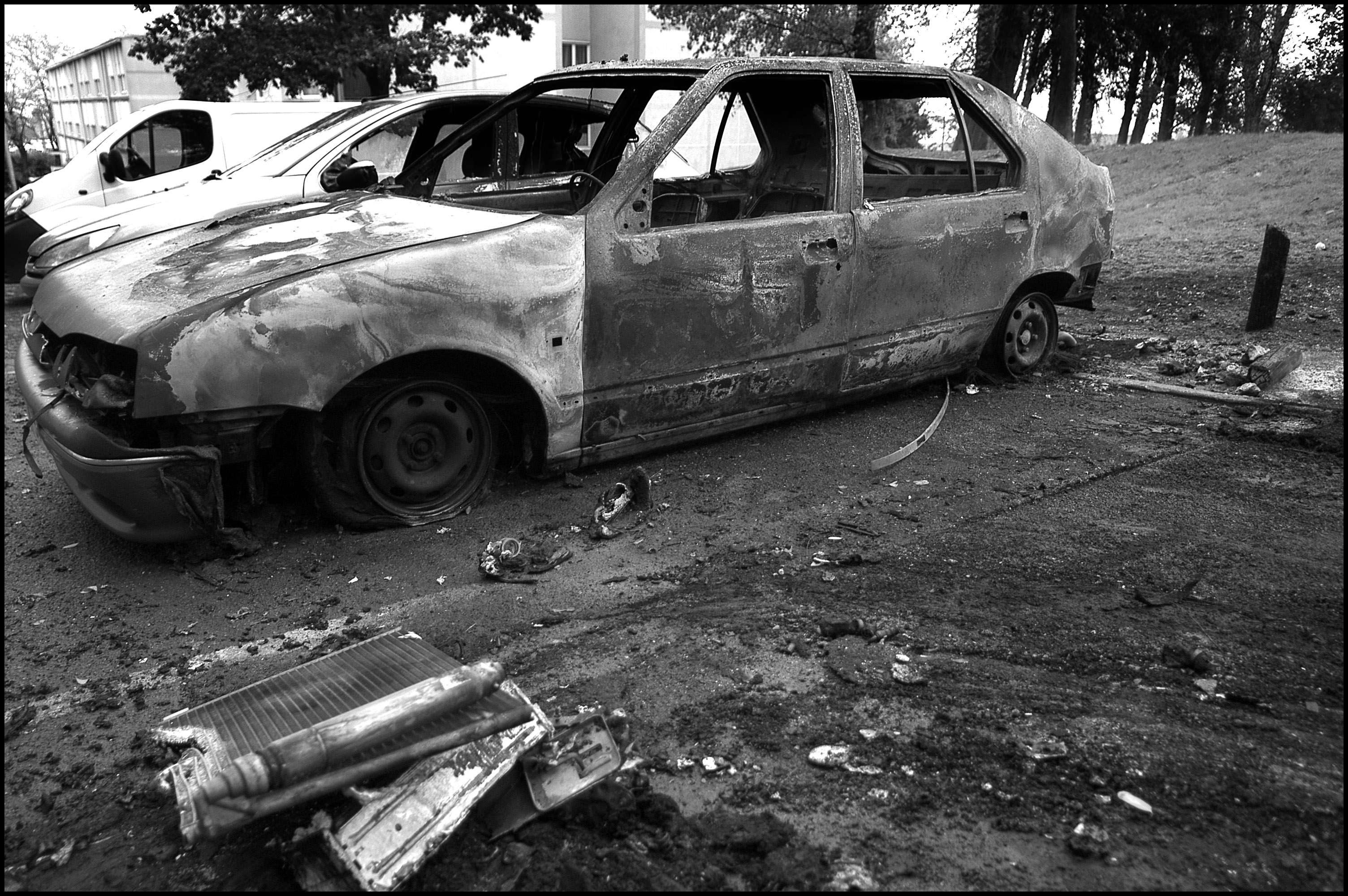
En uppränd bil i en av Paris förorter 2005.

Bilantändning i Frankrike är ett fenomen som började i Frankrike under slutet av 1970-talet av ungdomar från förorterna för att få uppmärksamhet av samhället, media och politikerna. År 2005 under upploppen i Paris eskalerade detta fenomen.
På nyårsnatten år 2007 antändes totalt 879 bilar i Frankrike.
Under hela 2007 antändes totalt 43 000 bilar i hela Frankrike, varav 730 bilar den 16 maj 2007 när Nicolas Sarkozy valdes till Frankrikes president.
Nyårsnatten 2008 antändes totalt 1 147 bilar.

## Anledning
Anledningen på senare tid sägs vara att olika gänggrupperingar ville attackera poliser och brandkår när de kom till undsättning. 
I dag sägs anledningen till största delen vara att handlingen fungerar som en protest mot diskriminering och utanförskap i det franska samhället.
Enligt National Observatory on Delinquency beror 20 procent av bilantändningarna på försäkringsbedrägeri.